# Chapour III
Pour les articles homonymes, voir Chapour.
Chapour, Shapur, Châhpûhr ou Sapor III est un roi sassanide d'Iran ayant régné de 383 à 388.

## Biographie
Selon Agathias, il est le fils du roi Ardachîr II et père de Vahram IV. Selon plusieurs auteurs modernes qui s'appuient sur les historiens orientaux dont Al-Mas'ûdî, qui le nomme « Sabour fils de Sabour » et lui attribue un règne de 5 ans ou 5 ans et 4 mois, il est un fils de Shapur II,,. Cependant, Touraj Daryaee le mentionne dans un même ouvrage tantôt comme un fils d'Ardachîr II, tantôt comme un fils de Shapur II.
Shapur III  émet des monnaies avec la légende « MaZDISN BaGI ShaHPuHRI MaLKAN MaLKA AIRAN Va ANIRAN » c'est-à-dire « Défenseur de la foi Shahpur, roi des rois d'Iran et d'Aniran » au revers « ATUR ZI ShaHPuHRi » (feu de Shaphur). 
Durant son règne, la Perse demeure en paix avec l'Empire romain. Les relations avec Théodose sont pacifiques depuis 379 et un traité est conclu en 384 qui abandonne une grande partie de l'Arménie aux Sassanides ; la ligne de démarcation entre les deux empires court en effet de Karin au nord à Amida dans le sud et inclut dans la zone d'influence iranienne les provinces du nord et nord-ouest aux frontières de l'Ibérie et de la Colchide. Les Perses ont donc les mains libres sur leurs autres frontières où les tribus des Huns Hephtalites s'agitent. Le roi est toutefois en butte à l'hostilité de la noblesse qui finit par l'assassiner. Cependant, selon une  tradition, il serait mort pendant une chasse lors de la destruction de sa tente par un ouragan, cet accident étant sans doute invoqué pour masquer son meurtre.

## Famille
En 385, sa sœur Zérouantoukhd avait épousé Khosrov IV d'Arménie et il laisse un fils et successeur :
- Vahram IV.

Il est peut-être également le père de Yazdgard Ier.